# Jean-François Fieuzal
Jean-François Fieuzal of Fieusacq (einde 1710’s – Brussel, 16 februari 1769), met artiestennaam Durancy, was een Franse toneelspeler en theaterdirecteur die deel uitmaakte van Charles-Simon Favart's theatergroep. Durancy was van 1 april 1752 tot 15 maart 1755 de directeur van de Koninklijke Muntschouwburg te Brussel. Later stond hij op de planken in Bordeaux. Hij debuteerde aan de Comédie-Française op 7 november 1759.
Durancy trouwde met mademoiselle Darimath. Samen kreeg het koppel twee dochters. De jongste van de twee, Claire-Eulalie, was een actrice in Brussel. Céleste, de oudste van de twee, werkte gedurende lange tijd aan de Comédie-Française en aan de Opéra de Paris.